# كين هيندريكس
كين هيندريكس (بالإنجليزية: Ken Hendricks)‏ هو شخصية أعمال ورائد أعمال أمريكي، ولد في 8 ديسمبر 1941 في جينسفيل في الولايات المتحدة، وتوفي في 21 ديسمبر 2007 في Afton, Wisconsin ‏ في الولايات المتحدة.